# Жижин (гміна)
Гміна Жижин (пол. Gmina Żyrzyn) — сільська гміна у східній Польщі. Належить до Пулавського повіту Люблінського воєводства.
Станом на 31 грудня 2011 у гміні проживало 6584 особи.

## Площа
Згідно з даними за 2007 рік площа гміни становила 128.73 км², у тому числі:
- орні землі: 56.00%
- ліси: 35.00%

Таким чином, площа гміни становить 13.80% площі повіту.

## Населення
Станом на 31 грудня 2011:
| Опис     | Загалом | Загалом | Чоловіки | Чоловіки | Жінки | Жінки |
| -------- | ------- | ------- | -------- | -------- | ----- | ----- |
| одиниця  | осіб    | %       | осіб     | %        | осіб  | %     |
| все      | 6584    | 100     | 3288     | 49.94    | 3296  | 50.06 |
| міське   | 0       | 100     | 0        |          | 0     |       |
| сільське | 6584    | 100     | 3288     | 49.94    | 3296  | 50.06 |

## Сусідні гміни
Гміна Жижин межує з такими гмінами: Абрамів, Баранів, Конськоволя, Курув, Пулави, Рики, Уленж, Пулави.